# Ivica Kostelić
Ivica Kostelić, né le 23 novembre 1979 à Zagreb, est un ancien skieur alpin croate devenu skipper. Champion du monde de slalom en 2003 et vainqueur du classement général de la Coupe du monde en 2011, il est le seul skieur croate à avoir remporté l'une de ces deux compétitions. Il s'est tout d'abord illustré en slalom (champion du monde en 2003 vainqueur du globe de cristal de la spécialité en 2002), avant de connaitre la réussite dans  quatre des cinq disciplines du ski alpin, ce qui lui a permis de remporter le classement général de la Coupe du monde (le gros globe de cristal) au terme de la saison 2010-2011.
Aux Jeux olympiques d'hiver, il remporte trois médailles d'argent consécutives en combiné entre 2006 et 2014 ainsi que la médaille d'argent du slalom en 2010.

## Biographie

### Débuts
Ivica Kostelić naît en 1979 à Zagreb, il a une sœur Janica et un demi-frère Hrvojka né d'un premier mariage de son père. Sa mère s'appelle Marica (ancienne handballeuse de bon niveau). Son père Ante Kostelić joue un rôle essentiel dans sa carrière sportive puisqu'il est son entraîneur ainsi que celui de sa petite sœur Janica Kostelić (née en 1982, également grande championne de ski alpin), son père est un ancien handballeur ayant évolué dans le championnat de France à l'AS Cannes entre autres, ses méthodes d'entraînement ont souvent été qualifiés d'« ambiance commando » par les observateurs. Il détient un rôle prépondérant dans la réussite de ses deux enfants en sport de haut niveau.
Ivica dispute sa première course « FIS Race » le 16 décembre 1994 à Zermatt à 15 ans seulement. Très précoce, il prend part l'année suivante le 12 décembre 1995 à sa première course de Coupe d'Europe (antichambre de la Coupe du monde) à Obereggen, il participe alors à toutes les épreuves (descente, slalom, géant et super G). Il dispute ses premiers Championnats du monde juniors de ski alpin en 1997 à Schladming dans les quatre épreuves (10e en slalom, 14e en descente, 16e en super G et 22e en slalom géant) à 17 ans. Lors de la saison 1998, il participe à sa première course de Coupe du monde lors du slalom géant inaugural de la saison à Sölden suivi des étapes en slalom et géant à Park City et Aspen sans qu'il puisse marquer de points. Il termina la saison en disputant les championnats du monde 1999 de Vail dans l'épreuve du super G où il prend la 32e place (seul Croate à disputer la course). Dans le même temps, sa sœur remporte sa première épreuve de Coupe du monde dans le combiné de Sankt Anton.
Lors de la saison 2000, il participe de nouveau aux étapes en Coupe du monde de Vail-Beaver Creek en slalom, géant et super G mais se blesse grièvement au genou en décembre 1999 qui l'oblige à s'éloigner de la compétition pour toute la saison. Il revient lors de la saison 2001 et retrouve la Coupe du monde à Park City, il y inscrit ses premiers points lors du slalom de Sestrières avec une 21e place mais se blesse de nouveau au genou en janvier 2001 qui l'éloigne de la compétition. Ces deux blessures au genou retarde son éclosion au plus haut niveau.

### 2002: éclosion
De retour pour la saison 2002, il surprend tout le monde lors de sa deuxième course de Coupe du monde à Aspen en remportant avec le dossard 64 sa première victoire le 25 novembre 2001 devant Giorgio Rocca et Mario Matt. Il bat à cette occasion le record du vainqueur en slalom avec le dossard le plus élevé (détenu auparavant par Matt avec le dossard 47 en 2000 à Kitzbühel). Le lendemain, il prend la cinquième place du second slalom d'Aspen. Il remonte sur le podium lors des slaloms de Kranjska Gora (3e) et d'Adelboden (2e) avant de remporter la slalom de Wengen. Il réalise deux autres performances avant les Jeux olympiques d'hiver de 2002 de Salt Lake City avec une sixième place à Kitzbühel et une troisième place à Schladming. Aux JO, il prend part aux épreuves de géant et de slalom. En géant, il prend la neuvième place et termine meilleur Croate (7e de la première manche) d'une course remportée par Stephan Eberharter. Il s'agit alors de la meilleure performance en géant de sa carrière. En revanche en slalom, il a l'étiquette de favori en raison de son début de saison où il arrive en première position du classement du slalom. Il réalise le quatrième temps de la première manche derrière Jean-Pierre Vidal, Bode Miller et Benjamin Raich mais chute dans la seconde manche tandis que sa sœur remporte trois titres olympiques et une médaille d'argent (devenant la première championne olympique croate). Il termine sa saison avec une nouvelle victoire en slalom à Altenmarkt et remporte ainsi son premier petit globe de cristal en slalom (premier Croate à réaliser cette performance), tout en finissant 7e au général. Il est élu sportif croate de l'année par le quotidien Sportaš godine (titre prestigieux attribué par les journalistes du pays) succédant au joueur de tennis Goran Ivanišević.

### 2003: champion du monde de slalom
Lors de la saison 2003, il attend l'étape de Sestrières pour renouer avec la victoire en slalom suivi de deux autres succès à Kranjska Gora et Bormio puis de belles performances à Wengen (3e), Kitzbühel (4e) et Schladming (4e). Aligné dans les épreuves de géant et de slalom aux Championnats du monde 2003 de Saint-Moritz, il abandonne tout d'abord en géant. En slalom, il est parmi les favoris, il confirme ce statut en première manche avec le meilleur temps devant Raich et Manfred Pranger, en seconde manche il gère son avance et remporte son premier titre de champion du monde (et premier Croate à le devenir) devant Silvan Zurbriggen (auteur d'une grande remontée en seconde manche puisque parti en 25e position) et Rocca. À l'issue de cette course, Ivica déclare que « C'est l'un des plus beaux jours de ma vie», après s'être jeté dans les bras de sa sœur qui l'attendait dans l'aire d'arrivée. Ce succès accompagne les deux titres de championne du monde de Janica en slalom et combiné : jamais la Croatie ne fut si triomphante en ski alpin. Lors de leurs retours au pays, ils sont acclamés par les Croates et les quotidiens nationaux n'hésitent pas à les mettre à la une en lieu et place des évènements en Irak avec des titres tels que « Ivica roi du slalom » (quotidien Vjesnik) ou « Le frère et la sœur au sommet du monde ». Ils sont tous deux félicités par le Premier ministre croate Ivica Račan (« Nous sommes plus qu'heureux que vous ayez imité le succès de votre sœur, en décrochant une médaille d'or en Championnat du monde ») et le président Stjepan Mesić. En bagarre avec Kalle Palander, il perd pour huit points le globe de cristal du slalom et termine second du slalom et 7e du général. Il est de nouveau élu sportif croate de l'année par le quotidien Sportaš godine, se succédant à lui-même.

### 2004-2005: blessure au genou et retour à la compétition
Lors de la saison 2004, il remporte le slalom de Madonna di Campiglio et fait un podium à Chamonix (3e) avant d'être victime d'une rupture des ligaments croisés à Schladming qui interrompt sa saison. Il effectue son retour lors de la saison 2005, après sept abandons en slalom et géant en coupe du monde, il prend la 7e place du slalom de Flachau puis renoue un podium au slalom de Wengen (2e) et de Kitzbühel (3e), il termine l'année à la 7e place du classement du slalom. Entretemps, il participe aux Championnats du monde 2005 de Bormio où il abandonne en première manche son titre acquis deux ans auparavant.

### 2006: première médaille olympique
Lors de la saison 2006, il élargit son répertoire d'épreuves en participant à quelques super G, combiné et descente (bien qu'il ne marque aucun point en super G et descente au cours de cette année) en plus du slalom, il met en revanche de côté le géant. Il fait trois top 10 avant de se présenter aux Jeux olympiques de 2006 (7e du slalom de Beaver Creek, 9e du combiné de Val-d'Isère et 7e du slalom de Madonna di Campiglio). Aux JO de Turin, il réalise le septième temps de la descente du combiné puis le quatrième du slalom lui permettant d'acquérir sa première médaille olympique : l'argent derrière Ted Ligety et devant Rainer Schönfelder. Il devient le premier Croate à remporter une médaille olympique chez les hommes. Il participe également au super G où il prend la 31e place et au slalom avec une sixième place à 30 centièmes du podium. Il termine sa saison par une quatrième au slalom d'Aare. Malgré quelques bonnes performances, son début de saison raté le fait terminer à la 15e place du classement du slalom et 40e au général.

### 2007-2008: devenir polyvalent
Lors de la saison 2007, il reproduit quasiment son planning de l'année précédente à savoir l'abandon du géant pour s'aligner en combiné et en descente. Il remporte son premier combiné de sa carrière (super combiné de Reiteralm, composé d'un super G et d'une manche de slalom) devant Romed Baumann et Pierrick Bourgeat. La semaine suivante, il monte sur le podium du slalom d'Alta Badia. En janvier, il termine quatrième du super combiné de Wengen et 7e du slalom de Kitzbühel. Hormis une troisième place décrochée dans le classement du combiné, Ivica marque le pas en slalom (16e au classement) et n'a marqué aucun point en descente, terminant à la 25e place au général. Il prend entre-temps part aux Championnats du monde 2007 d'Åre, il termine 12e du combiné, est disqualifié en première manche du géant et abandonne en seconde manche du slalom.
Lors de la saison 2008, Ivica décide de prendre part à toutes les épreuves, il réalise un premier top 10 à Bad Kleinkirchheim avec une 7e place en slalom fin décembre 2007. En janvier 2008, il enchaîne de belles performances en se classant six fois dans un top 10 (quatre slaloms et deux combinés) dont deux podiums lors des deux combinés à Kitzbühel et Chamonix. En février, il fait deux podiums en slalom à Garmisch-Partenkirchen (3e) et à Zagreb chez lui où il doit se contenter de la seconde place derrière Mario Matt, il refait un podium en slalom en mars à Kransjka Gora et atteint même une huitième place en super G lors des finales de Bormio. Second du classement du combiné derrière Bode Miller, il a marqué des points dans les cinq disciplines lui permettant d'atteindre son meilleur classement au général avec une sixième place finale.

### 2009: prétendre au gros globe de cristal
Pour la saison 2009, il renoue l'exercice de la polyvalence qui lui avait réussi l'année précédente, il fait un top 10 en géant à Beaver Creek (8e) puis un podium (deuxième derrière Daniel Albrecht) et enfin une victoire en slalom à Alta Badia devant Jean-Baptiste Grange. En janvier 2009, il refait un podium chez lui à Zagreb, deuxième toujours derrière Grange et marque des points en géant, descente avant de terminer le mois par trois top 10 avec une 7e septième place en slalom et une deuxième en combiné à Kitzbühel et une troisième place au slalom de Schladming, permettant de le présenter comme l'un des favoris en tant que leader du classement général pour les Championnats du monde de 2009 de Val-d'Isère. Pour la première épreuve de ces mondiaux le super G, il doit en revanche renoncer au départ en raison de douleurs persistantes au dos.
À la fin de la saison, il termine quatrième du classement général de la coupe du monde de ski alpin.

### 2010: renaissance aux JO de Vancouver
Malgré une opération au genou droit à l'automne 2009, Ivica réalise l'exploit d'aller chercher deux médailles d'argent aux Jeux olympiques de 2010, l'une au combiné (battu par Bode Miller) et l'autre en slalom (battu par Giuliano Razzoli).

### 2011
Pendant la saison 2011, Ivica joue la carte de la polyvalence qui lui a bien réussi par le passé. Il fait un assez bon début de saison, avec une troisième place au slalom de Levi puis se classe régulièrement dans le top 30 et engrange des points. Au mois de janvier, il explose littéralement en remportant 7 épreuves de Coupe du monde. Par la même occasion il prend la tête du général ainsi que celle du slalom et du combiné, et avec ses 3 victoires sur les 3 premiers combinés de la saison, il s'adjuge le globe de la spécialité dès la fin janvier. Il devient le premier croate à remporter le classement général en fin de saison.

### Carrière de skipper
Après avoir raccroché les skis, il décide de se lancer en mer, sa passion depuis tout petit. A l'instar des français Jean Galfione, ancien champion olympique du saut à la perche, ou Aurélien Ducroz, lui aussi ancien skieur, il fait partie de ces skippers reconvertis après avoir brillé dans d'autres disciplines sportives. Il a participé à la Transat Jacques Vabre 2021 en duo avec le skipper français Antoine Calliste, qu'il termine à la 17ème place de la catégorie Class40 et prépare désormais la Route du Rhum 2022, cette fois en solo.

## Palmarès

### Jeux olympiques d'hiver
| Épreuve / Édition | Salt Lake City 2002 | Turin 2006 | Vancouver 2010 | Sotchi 2014 |
| Descente          | -                   | -          | 18e            | -           |
| Slalom            | Abandon             | 6e         | Argent         | 9e          |
| Géant             | 9e                  | -          | 7e             | -           |
| Super G           | -                   | 31e        | 16e            | -           |
| Combiné           | -                   | Argent     | Argent         | Argent      |

### Championnats du monde
| Épreuve / Édition | Vail 1999 | Saint-Moritz 2003 | Bormio 2005 | Åre 2007    | Val d'Isère 2009 | Garmisch-Partenkirchen 2011 | Schladming 2013 |
| Slalom            | -         | Or                | Abandon     | Abandon     | -                | 8e                          | 5e              |
| Slalom géant      | -         | Abandon           | -           | Disqualifié | -                | 13e                         | 25e             |
| Super G           | 32e       | -                 | -           | -           | Abandon          | Bronze                      | 28e             |
| Descente          | -         | -                 | -           | -           | -                | -                           | 20e             |
| Combiné           | -         | -                 | -           | 12e         | -                | -                           | Argent          |

### Coupe du monde
- 1 gros globe de cristal en 2011.
- 4 petits globes de cristal :
  - Vainqueur du classement du slalom en 2002 et 2011.
  - Vainqueur du classement du combiné en 2011 et 2012.
- 60 podiums dont 26 victoires.

#### Différents classements en Coupe du monde
| Année/Classement | Année/Classement | Général | Général | Descente | Descente | Slalom | Slalom | Slalom géant | Slalom géant | Super G | Super G | Combiné | Combiné |
| ---------------- | ---------------- | ------- | ------- | -------- | -------- | ------ | ------ | ------------ | ------------ | ------- | ------- | ------- | ------- |
| Année/Classement | Année/Classement | Class.  | Points  | Class.   | Points   | Class. | Points | Class.       | Points       | Class.  | Points  | Class.  | Points  |
| 2001             | 2001             | 107e    | 25      | -        | -        | 40e    | 25     | -            | -            | -       | -       | -       | -       |
| 2002             | 2002             | 7e      | 677     | -        | -        | 1er    | 611    | 22e          | 66           | -       | -       | -       | -       |
| 2003             | 2003             | 7e      | 632     | -        | -        | 2e     | 580    | 27e          | 52           | -       | -       | -       | -       |
| 2004             | 2004             | 34e     | 271     | -        | -        | 14e    | 195    | 30e          | 62           | 37e     | 14      | -       | -       |
| 2005             | 2005             | 31e     | 263     | -        | -        | 7e     | 263    | -            | -            | -       | -       | -       | -       |
| 2006             | 2006             | 40e     | 204     | -        | -        | 15e    | 163    | -            | -            | -       | -       | 16e     | 41      |
| 2007             | 2007             | 25e     | 344     | -        | -        | 16e    | 144    | -            | -            | -       | -       | 3e      | 200     |
| 2008             | 2008             | 6e      | 829     | 35e      | 36       | 5e     | 425    | 40e          | 29           | 25e     | 83      | 2e      | 256     |
| 2009             | 2009             | 4e      | 891     | 47e      | 9        | 2e     | 454    | 8e           | 219          | 26e     | 43      | 4e      | 166     |
| 2010             | 2010             | 5e      | 805     | 23e      | 86       | 4e     | 360    | 21e          | 71           | 15e     | 116     | 3e      | 172     |
| 2011             | 2011             | 1er     | 1356    | 25e      | 90       | 1er    | 478    | 11e          | 120          | 3e      | 223     | 1er     | 345     |
| 2012             | 2012             | 4e      | 1064    | 43e      | 14       | 2e     | 610    | 23e          | 104          | -       | -       | 1er     | 336     |
| 2013             | 2013             | 5e      | 900     | 44e      | 18       | 3e     | 535    | 14e          | 140          | 28e     | 27      | 1er     | 180     |
| 2014             | 2014             | 42e     | 190     | -        | -        | 16e    | 128    | 32e          | 29           | 34e     | 24      | 30e     | 9       |
| 2015             | 2015             | 50e     | 155     | 59e      | 1        | 31e    | 44     | -            | -            | -       | -       | 4e      | 110     |
| 2016             | 2016             | 105e    | 36      | -        | -        | -      | -      | -            | -            | -       | -       | 20e     | 36      |

En 2013, la Fédération internationale de ski décide de ne pas attribuer de globe concernant le classement du combiné.

#### Détail des victoires
| Édition / Épreuve | Super G   | Slalom                      | Combiné                   | Slalom parallèle | Total |
| 2002              |           | Aspen Wengen Altenmarkt     |                           |                  | 3     |
| 2003              |           | Kranjska Gora Bormio        |                           | Sestrières       | 3     |
| 2004              |           | Madonna di Campiglio        |                           |                  | 1     |
| 2007              |           |                             | Reiteralm                 |                  | 1     |
| 2009              |           | Alta Badia                  |                           |                  | 1     |
| 2010              |           | Wengen                      | Kitzbühel                 |                  | 2     |
| 2011              | Kitzbühel | Adelboden Wengen            | Wengen Kitzbühel Chamonix | Munich           | 7     |
| 2012              |           | Beaver Creek Flachau Wengen | Wengen Kitzbühel Sotchi   |                  | 6     |
| 2013              |           | Kranjska Gora               | Kitzbühel                 |                  | 2     |
| Total             | 1         | 14                          | 9                         | 2                | 26    |

(État au 10 mars 2013)